# Elecciones parlamentarias de Nepal de 2011
Las elecciones parlamentarias de Nepal de 2011 se celebraron el 29 de agosto de 2011, Baburam Bhattarai es elegido primer ministro de Nepal.

## Resultados electorales
| Candidato | Candidato         | Partido                              |
| --------- | ----------------- | ------------------------------------ |
|           | Baburam Bhattarai | Partido Comunista de Nepal (Maoísta) |